# フェデリコ・バルベルデ
フェデリコ・サンティアゴ・バルベルデ・ディペッタ（Federico Santiago Valverde Dipetta, 1998年7月22日 - ）は、ウルグアイ・モンテビデオ県モンテビデオ出身のサッカー選手。レアル・マドリード所属。ウルグアイ代表。ポジションは、ミッドフィールダー。

## クラブ経歴

### ペニャロール
2008年から2016年までウルグアイの名門CAペニャロールの下部組織で過ごし、17歳の誕生日翌日にクルゼイロECとの親善試合でデビューした。ペニャロールでは、自身のアイドルでもあったディエゴ・フォルランと共にプレーした。
当時からその才能は欧州にも知れ渡っており、練習に招待したこともあったアーセナルFCを始め複数のクラブが注目していたが、2015年5月にレアル・マドリード移籍が内定、しかしFIFAの未成年者移籍禁止ルールがあったため、18歳の誕生日を迎えた2016年7月22日に正式に加入した。

### レアル・マドリード

#### カスティージャ
移籍1年目の2016-17シーズンはBチームにあたるカスティージャでプレー、ペニャロールではトップ下であったが、カスティージャではセントラル・ミッドフィールダーにコンバートされ、時にはセンターバックとしても起用された。

#### デポルティーボ
後述のU-20ワールドカップでの活躍を受け、経験を積むために2017年6月22日、デポルティーボ・ラ・コルーニャへのレンタル移籍が発表された。しかしバルベルデ自身はこの移籍にショックを受けていたようで、のちにこのことについて見解を述べている。9月10日、第3節のレアル・ソシエダ戦に途中出場し、デポルティーボと1部リーグデビューを飾った。

#### レアル・マドリード復帰

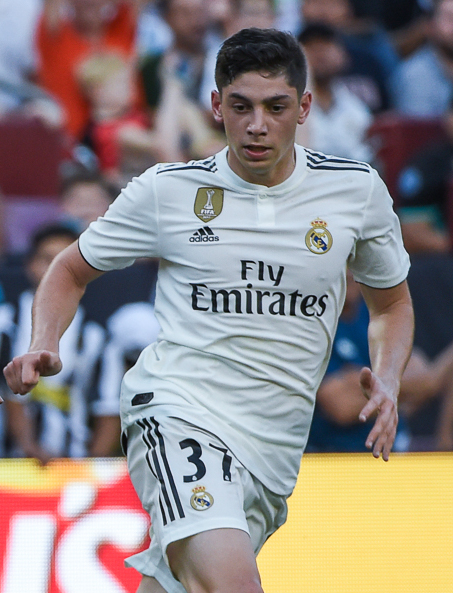
レアル.マドリードでのバルベルデ（2018年）

2018-19シーズンはデポルティボの降格もあってレアル・マドリードに復帰。カンテラ出身者を多く起用するサンティアゴ・ソラーリ監督の元、中盤でリーグ戦16試合に出場するなど上々の出来を見せ、契約更新の機会も掴んだ。
2019-20シーズン中にスペイン国籍を取得。10月5日、第8節のグラナダ戦では2得点に絡む活躍で存在感を発揮した。長年レギュラーが固定化され層が厚い中盤でも出場機会を増やし、ジネディーヌ・ジダン監督も「ボックストゥボックスのプレーはそんなに簡単じゃない。守備にも攻撃にもインパクトのある選手になる必要があるから。しかし、バルベルデは試合の度に成長していて、それを見るのは楽しい」と称賛。スペイン紙のエル・パイスもジダンが熱望するポール・ポグバを引き合いに出し、「欲しがっていたポグバが我々のチームにいた」と見出しを付けた記事を投稿した。2020年1月12日、スーペルコパ・デ・エスパーニャ決勝のアトレティコ・マドリード戦では、同点の延長後半10分に相手FWのアルバロ・モラタが最終ラインを突破してゴールキーパーとの1対1の状況になりかけたところで後ろからスライディングタックルを行い、決定機阻止で退場処分を受けた。しかし、このプレーによりゴールは生まれず、レアル・マドリードはPK戦で勝利し、タイトルを獲得した。
2020-21シーズン、ラ・リーガ第7節では豊富な運動量を買われ、エル・クラシコにて先発出場を果たした。前半5分には特徴を生かした中盤からの飛び出しから自身のエル・クラシコ初ゴールとなる先制点を記録した。第28節のセルタ・デ・ビーゴ戦では右ウィングとして先発出場し、またUEFAチャンピオンズリーグの準々決勝であるリヴァプールFC戦2ndレグではチーム事情により右サイドバックで起用されるも本職ではないポジションでも高い評価を得た。
2021-22シーズン、新たにカルロ・アンチェロッティ監督が就任。マドリーの中盤は、チャンピオンズリーグ3連覇メンバーであるルカ・モドリッチ、トニ・クロース、カゼミロの3人で固定された。これにより、チーム事情も相まって4-3-3の右ウイングでスタメン出場することが多くなった。攻守のバランスが評価され、重要な試合ではロドリゴ・ゴエスより彼が重宝された。CL決勝リヴァプール戦でも先発。決勝点となったヴィニシウス・ジュニオールの得点をアシストし、自身初となるチャンピオンズリーグのタイトルを獲得。リーグとチャンピオンズリーグの2冠に貢献した。
2022-23シーズンも引き続きウイングとしての起用が主となり、特にカリム・ベンゼマ不在時には偽9番や得点源として活躍してキャリア初の2桁得点を記録した。2022年9月にアンチェロッティから「1シーズンで最低10ゴールを決めなければ、私は監督ライセンスを破らなければならない」と発破をかけられたことで、バルベルデは「今までは自身やゴールへの決意がなく最終局面でパスを選択していたが、今は最初にゴール枠を見るようにしている」とプレーの判断が変わったことを語っている。
2023-24シーズン、カルロ・アンチェロッティ監督は、新たに移籍してきたジュード・ベリンガムをトップ下に置く4-3-1-2のフォーメーションを採用した。不動のスタメンであるモドリッチが年齢などの影響からスーパーサブに回ったことで、昨シーズンまで起用されていた右ウイングから、右のインサイドハーフにポジションを戻した。ピッチ全域における豊富な運動量と攻守への貢献から、替えがきかない存在となり、2024年5月12日に行われたラ・リーガ、グラナダ戦を除く全ての試合に出場した。CL準々決勝、ホームで行われたCLマンチェスター・シティ戦の同点ゴールは、23-24シーズンの大会ベストゴールに選出された。CL決勝のドルトムント戦もスタメンで出場し、勝利。クラブの15回目のCL優勝（自身2度目）に貢献した。このシーズン、レアル・マドリードは、ラ・リーガでも2位バルセロナに勝ち点差10を付けて優勝していたため、2021-22シーズン以来、2年ぶりの2冠達成となった。なお、2023年11月9日にクラブとの契約を2029年まで延長している。シベーレス広場で行われたチャンピオンズリーグ優勝セレモニーにて、同シーズンで引退するトニ・クロースが背番号8番の後継者に指名。2024-25シーズンより背番号8番を背負うことになった。

## 代表経歴

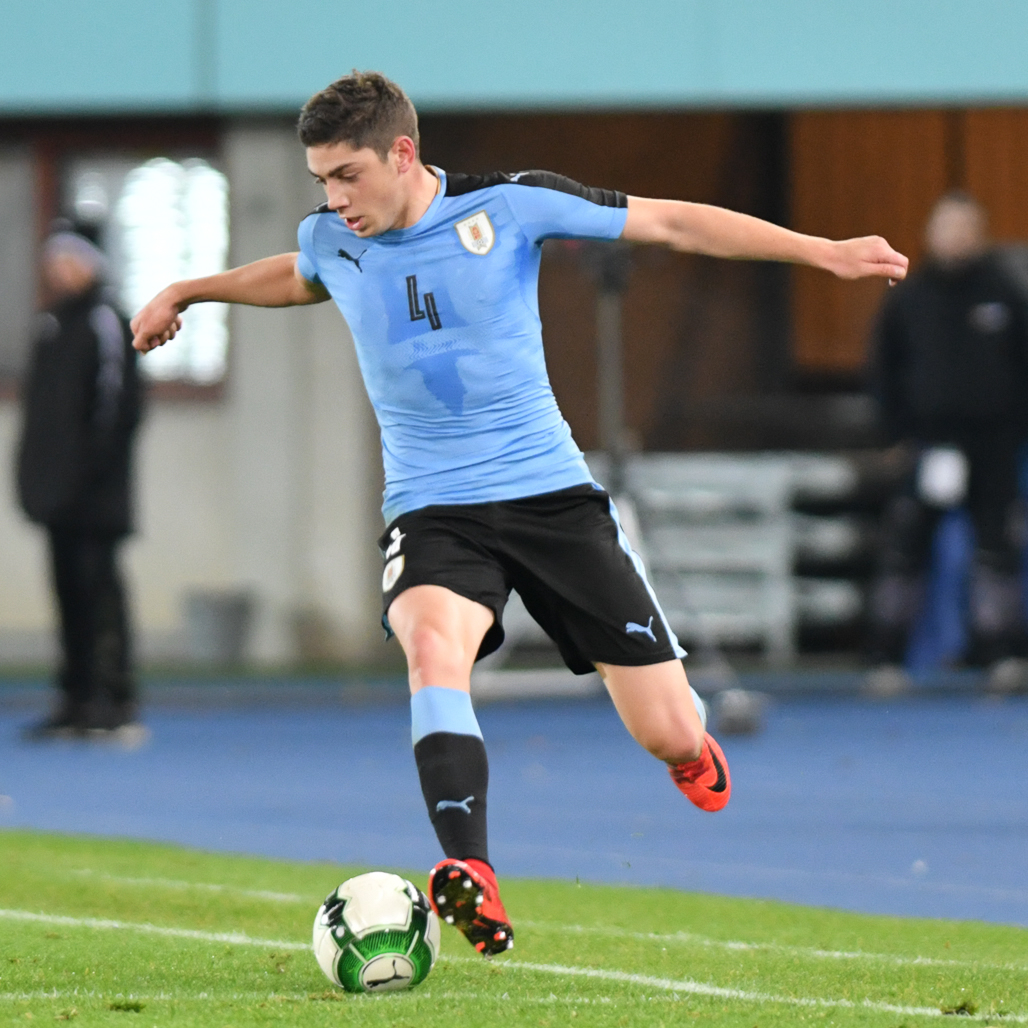
ウルグアイ代表でのバルベルデ（2017年）

各年代代表に選出されており、2015年の南米U-17選手権ではFIFA U-17ワールドカップの出場権こそ逃したが、得点ランキングで2位となる7ゴールを記録。2017年5月に行われた2017 FIFA U-20ワールドカップでは3位決定戦に敗れ、4位に終わったが、バルベルデ自身は大会シルバーゴールに選出された。
その活躍が認められ、2017年9月5日の2018 FIFAワールドカップ・南米予選対パラグアイ代表戦でウルグアイ代表デビュー、デビューゴールとなる先制弾を挙げ2-1の勝利に貢献した。試合後には　ウルグアイの国内メディアも「バルベルデが国際デビューした歴史的一日」「ニューヒーロー誕生」「19歳の天才がセレステ（水色、代表チームの愛称）を救った」など、手放しで称え、同胞のルイス・スアレスは「あいつは化け物だよ。正真正銘のね。」と語った。しかし、最終的にワールドカップ本戦のメンバーには選ばれなかった。翌年に開催されたコパ・アメリカには招集され、その後もコパ・アメリカや2022 FIFAワールドカップでもプレーをした。
その後、スアレスやエディンソン・カバーニ、ディエゴ・ゴディンらが引っ張っていた時代から世代交代を迎えたマルセロ・ビエルサ率いる代表チームにあってリーダーとなっている。
2024年6月8日、コパ・アメリカ2024に出場するウルグアイ代表メンバーに選出された。

## プレースタイル、評価
同胞のルイス・スアレスからは「パンチ力があって、ボックス・トゥ・ボックスの選手でリズムを変えられる」と評価され、リヴァプールFCで共にプレーしたスティーヴン・ジェラードと比較された。また、レアル・マドリードのカルロ・アンチェロッティ監督も「バルベルデはジェラードのレベルに到達し、さらなる高みまでたどり着くためのすべてを持っている」とその意見に同意している。
守備力、パワー、スピード、パス能力の全てが高く、ジェラードの他にポール・ポグバとも比較される。強烈なミドルシュートを持っており、レアル・マドリード専門メディア『The Real Champs』はバルベルデを『現世界最高のミドルシューター』と絶賛し、カルロ・アンチェロッティからは「君の足には石が付いていて凄まじいシュートを放てる。」と言われた。
アス紙に「無限のガソリンタンク」とも称される豊富な運動量を誇り、2022-23シーズンのチャンピオンズリーグにおいて走行距離、トップスピード共にチームトップを記録した。
本職は中盤センターのポジションだが、チーム事情によっては右ウィングや右サイドバックでもプレーし攻守に貢献する。ウイングで出場した際には、大きなストライドを生かしたドリブル突破のほか得点力でもチームに貢献でき、守備時には5バック化してディフェンスラインをサポートする。サイドバックでプレーした際にもタックルやインターセプトで貢献するほか、右サイドのケアをしながら攻撃時には一気に攻め上がりチャンスに顔も出す。「本職のボランチとどちらがプレーしやすいか」と尋ねられた時には、「中盤でのプレーが好きだっていつも言ってきたけど、でも今の僕はもうかなりウィングになってるね（笑）。どっちでプレーすべきかは監督の悩みにしておこう。いずれにしても、僕はどちらのポジションでも楽しめているよ。前の方だとゴールやアシストでもかなりの貢献ができるし、中盤だと仕事量やエネルギーといったところでチームに尽くせるね」と自らがゴールを上げて勝利したクラシコ後に述べている。

## 個人成績

### クラブ
2023-24シーズン終了時点
| クラブ                | シーズン     | リーグ                 | リーグ戦 | リーグ戦 | カップ戦 | カップ戦 | 国際大会 | 国際大会 | その他 | その他 | 合計 | 合計 |
| クラブ                | シーズン     | リーグ                 | 出場     | 得点     | 出場     | 得点     | 出場     | 得点     | 出場   | 得点   | 出場 | 得点 |
| --------------------- | ------------ | ---------------------- | -------- | -------- | -------- | -------- | -------- | -------- | ------ | ------ | ---- | ---- |
| ペニャロール          | 2016         | ウルグアイ・プリメーラ | 12       | 0        | 0        | 0        | 1        | 0        | 0      | 0      | 13   | 0    |
| レアル・マドリードB   | 2016-17      | セグンダB              | 30       | 3        | -        | -        | -        | -        | -      | -      | 30   | 3    |
| デポルティーボ (loan) | 2017-18      | プリメーラ             | 24       | 0        | 1        | 0        | -        | -        | 0      | 0      | 25   | 0    |
| レアル・マドリード    | 2018-19      | プリメーラ             | 16       | 0        | 5        | 0        | 4        | 0        | 0      | 0      | 25   | 0    |
| レアル・マドリード    | 2019-20      | プリメーラ             | 33       | 2        | 3        | 0        | 6        | 0        | 2      | 0      | 44   | 2    |
| レアル・マドリード    | 2020-21      | プリメーラ             | 24       | 3        | 1        | 0        | 7        | 0        | 1      | 0      | 33   | 3    |
| レアル・マドリード    | 2021-22      | プリメーラ             | 31       | 0        | 2        | 0        | 11       | 0        | 2      | 1      | 46   | 1    |
| レアル・マドリード    | 2022-23      | プリメーラ             | 34       | 7        | 6        | 0        | 11       | 2        | 5      | 3      | 56   | 12   |
| レアル・マドリード    | 2023-24      | プリメーラ             | 37       | 2        | 2        | 0        | 13       | 1        | 2      | 0      | 54   | 3    |
| レアル・マドリード    | 2024-25      | プリメーラ             | 36       | 6        | 7        | 5        | 20       | 2        | 4      | 1      | 65   | 11   |
| レアル・マドリード    | 通算         | 通算                   | 211      | 20       | 35       | 3        | 74       | 9        | 16     | 5      | 323  | 32   |
| キャリア通算          | キャリア通算 | キャリア通算           | 277      | 23       | 36       | 3        | 75       | 9        | 16     | 5      | 397  | 35   |

### 代表
出場大会
- U-17ウルグアイ代表
  - 2015年 - 南米U-17選手権
- U-20ウルグアイ代表
  - 2017年 - 2017 FIFA U-20ワールドカップ（ベスト4）
- ウルグアイ代表
  - 2019年 - コパ・アメリカ2019（ベスト8）
  - 2021年 - コパ・アメリカ2021（ベスト8）
  - 2022年 - 2022 FIFAワールドカップ  (グループリーグ敗退)

試合数
2024年3月26日現在
- 国際Aマッチ 69試合 8得点（2017年 - ）[39]

| ウルグアイ代表 | 国際Aマッチ | 国際Aマッチ |
| 年             | 出場        | 得点        |
| -------------- | ----------- | ----------- |
| 2017           | 4           | 1           |
| 2018           | 4           | 0           |
| 2019           | 12          | 1           |
| 2020           | 2           | 0           |
| 2021           | 13          | 1           |
| 2022           | 12          | 1           |
| 2023           | 8           | 2           |
| 2024           | 12          | 2           |
| 通算           | 69          | 8           |

得点
| # | 開催日         | 開催地                                                       | 対戦国     | スコア | 結果 | 大会                          |
| - | -------------- | ------------------------------------------------------------ | ---------- | ------ | ---- | ----------------------------- |
| 1 | 2017年9月5日   | アスンシオン、エスタディオ・ディフェンソーレス・デル・チャコ | パラグアイ | 1-0    | 2-1  | 2018 FIFAワールドカップ・予選 |
| 2 | 2019年6月7日   | モンテビデオ、エスタディオ・センテナリオ                     | パナマ     | 3-0    | 3-0  | 親善試合                      |
| 3 | 2021年9月5日   | モンテビデオ、エスタディオ・カンペオン・デル・シグロ         | ボリビア   | 2-0    | 4-2  | 2022 FIFAワールドカップ・予選 |
| 4 | 2022年3月29日  | サンティアゴ、エスタディオ・サン・カルロス・デ・アポキンド   | チリ       | 2-0    | 2-0  | 2022 FIFAワールドカップ・予選 |
| 5 | 2023年3月24日  | 新宿区、国立競技場                                           | 日本       | 1-0    | 1-1  | 2023キリンカップサッカー      |
| 6 | 2023年9月8日   | モンテビデオ、エスタディオ・センテナリオ                     | チリ       | 2-1    | 3-1  | 2026 FIFAワールドカップ・予選 |
| 7 | 2024年6月28日  | ニュージャージー、メットライフ・スタジアム                   | ボリビア   | 4-0    | 5-0  | コパアメリカ2024              |
| 8 | 2024年11月20日 | サルヴァトール、アレーナ・フォンチ・ノヴァ                   | ブラジル   | 1-0    | 1-1  | 2026 FIFAワールドカップ・予選 |

## タイトル

### クラブ
レアル・マドリード
- プリメーラ・ディビシオン：3回 (2019-20, 2021-22, 2023-24)
- コパ・デル・レイ：1回（2022-23）
- スーペルコパ・デ・エスパーニャ：3回（2019, 2021, 2023）
- UEFAチャンピオンズリーグ：2回（2021-22, 2023-24）
- UEFAスーパーカップ：2回（2022, 2024）
- FIFAクラブワールドカップ：1回（2022）

### 個人
- ラ・リーガ月間最優秀選手賞 : 1回 (2022年9月)